# Вальшайд, Макс
Макс Вальшайд (нем. Max Walscheid; род. 13 июня 1993 в Нойвиде, земля Рейнланд-Пфальц, Германия) — немецкий профессиональный шоссейный велогонщик, выступающий за команду Мирового тура «Team Sunweb».

## Достижения
2014
1-й  Чемпионат Германии U23 в групповой гонке
1-й Этапы 4 & 5 Тур Берлина
2015
1-й Кернен Омлоп Эхт-Сюстерен
2-й Тур Берлина
1-й — Этап 4
2016
Тур Хайнаня
1-й  Очковая классификация
1-й — Этапы 3, 4, 5, 7 & 9
2-й Чемпионат Германии в групповой гонке
2017
1-й — Этап 5 Тур Дании
2018
1-й Тур Мюнстера
1-й — Этап 3 Тур Йоркшира
3-й Чемпионат Германии в групповой гонке
2019
2-й Схелдепрейс
2021
 Чемпионат мира — смешанная эстафета

## Статистика выступлений

### Гранд-туры
| Гонка           | 2018 | 2019 | 2020 | 2021 |
| --------------- | ---- | ---- | ---- | ---- |
| Джиро д'Италия  | —    | —    | —    | 124  |
| Тур де Франс    | —    | —    | 134  | 121  |
| Вуэльта Испании | 156  | 137  | —    | —    |